# Malovăț
Malovăț – wieś w Rumunii, w okręgu Mehedinți, w gminie Malovăț. W 2011 roku liczyła 1025 mieszkańców.